# Llolle
El llolle (del mapudungún: llolle) es un tipo de nasa de origen mapuche, hecha con madera de colihue y otros vegetales.

## Desarrollo
El término aparece en varios toponimicos en Chile como Llolleo, Llollehue o Llollelhue. Su uso proviene desde el Chile prehispánico y se emplearon hasta mediados del siglo XX en los ríos del sur de Chile y en el mar interior de Chiloé, pero su uso se abandonó debido a una ley que prohíbe las trampas estáticas.
Los llolles de los ríos eran de varios metros de longitud, mientras que en Chiloé ("llollos") eran pequeñas armazones tejidas en fibras vegetales que se adosaban a los corrales de pesca.
A través el proyecto “Re-descubriendo el Llolle”, estudiantes de Llifén, en Futrono, investigaron y reconstruyeron la herramienta gracias al programa Servicio País Cultura.
En la mayoría de los casos de estos usos antiguos, los ejercicios de exclusión iban acompañados fuertemente por regulaciones que aseguraban la integración delcolectivo y la distribución de lo obtenido, mientras que la forma de vida actual tiende a privilegiar la inequidad y la posibilidad de excluir a los otros para lograr y asegurar un resultado productivo.
Dicho de otro modo, los llolles y los corrales nos hablan de formas de habitar este territorio que no son compatibles con los tiempos actuales, salvo como referentes patrimoniales, o como complemento y justificativo para la solicitud de  espacios de administración de recursos, como es el caso de los ECMPO.